# 웹사이트 스푸핑
웹사이트 스푸핑(website spoofing)은 웹사이트가 다른 사람이나 단체에 의해 만들어졌음에도 이를 독자가 알아차리지 못하게 할 목적으로 가짜 사이트로서 웹사이트를 만드는 행위이다. 일반적으로 스푸핑되는 웹사이트는 대상 웹사이트의 디자인을 적용하며, 유사 URL을 갖추고 있는 경우가 있다. 더 복잡한 공격의 경우 공격자가 월드 와이드 웹의 섀도 복사본(shadow copy)를 만들어서 피해자의 모든 트래픽을 공격자의 머신으로 우회시킴으로써 공격자가 피해자의 민감한 정보를 취득할 수 있게 할 수 있다.
다른 기법으로는 은폐된(cloaked) URL을 사용하는 것이다. 도메인 포워딩을 사용하거나 제어 문자를 사입함으로써 URL은 실제 웹사이트의 주소를 감춤으로써 진짜인 것처럼 보이게 할 수 있다.
사기가 목적일 수 있으며 이 경우는 피싱이나 이메일 스푸핑과 관련되기도 하며, 사람이나 웹사이트 실체를 놀리거나 비판을 하기 위해 수행될 수 있다.

## 같이 보기
- 피싱
- 스푸핑